# أراوغو خورداو
أراوغو خورداو هو لاعب كرة قدم برازيلي في مركز الهجوم، ولد في 26 أغسطس 1985 في Jordão, Acre ‏ في البرازيل. لعب مع Rio Branco Football Club ‏.

## وصلات خارجية
- أراوغو خورداو على موقع قاعدة بيانات كرة القدم.إي يو (الإنجليزية)
- أراوغو خورداو على موقع Soccerway.com (الإنجليزية)